# Smurf (computeraanval)
Binnen computernetwerken is een smurf een denial-of-serviceaanval tegen een host.
De aanval werkt door ICMP echo requests (ping) met een vervalst IP-bronadres naar een broadcastadres binnen een netwerk te sturen. De aangevallen host zal overspoeld worden met de antwoorden op deze verzoeken, waardoor legitiem netwerkverkeer in het gedrang raakt. Smurf.c werd gemaakt door Tfreak. Hij maakte ook Fraggle.c.
De meeste hedendaagse netwerken zijn niet langer kwetsbaar voor dit type aanval.

## Fraggle
Fraggle.c was de vernieuwde versie van smurf.c. Tfreak gebruikte nu niet langer ICMP maar UDP.